# خوژوف
شهر خوژوف یا خوژوف (به زبان لهستانی Chorzów) نام شهری صنعتی در جنوب کشور لهستان است. این شهر با جمعیت ۱۱۷٫۴۳۰ (سال ۲۰۰۲) و مساحت ۳۳٫۵ کیلومتر مربع یکی از شهرهای صنعتی کشور لهستان را تشکیل می‌دهد. شهر زیبای هورشاو در کنار رودخانه راوا و تپه‌های سیلیسین قرار دارد.

## تاریخچه
شواهد تاریخی حاکی از آن است که در سده دوازدهم میلادی شهر خوژوف به صورت دهکده‌ای کوچک قرار داشت. اما در قرن هیجدهم میلادی و وارد شدن اروپا به مرحله صنعتی و کشف معادن عظیم زغال سنگ در تپه‌های سیلیسین در کنار دهکده هورشاو و ورود مهاجران جویای کار به این منطقه، دهکده دنج هورشاو تبدیل به شهری در حال رشد شد. چند سال بعد دولت لهستان اقدام به تأسیس کارخانه ذوب آهن در شهر هورشاو کرد و این آغازی بود برای تبدیل این شهر کوچک به قطبی صنعتی در لهستان.
پس از پایان جنگ جهانی اول و شکست امپراتوری آلمان، لهستان استقلال خود را دوباره بازیافت و در سال ۱۹۱۸ رسماً اعلام استقلال کرد. اما دوران استقلال دیری نپایید و با یورش آلمان به لهستان در سال ۱۹۳۹، شهر هورشاو هم در سپتامبر همان سال به اشغال ورماخت درآمد. در این دوران آلمان با استفاده از کارخانجات و امکانات شهر صنعتی هورشاو بخشی از نیازهای چرخ عظیم جنگی خود را پر می‌کرد. در سالهای پایانی جنگ آلمانها در شهر خوژوف دو اردوگاه کار اجباری و اردوگاه مرگ هولوکاست را برپا کردند که نهایتاً با شکست ورماخت در سال ۱۹۴۵ شهر هورشاو آزاد شد.
همینک شهر خوژوف یکی از مراکز مهم صنعتی لهستان به‌شمار می‌رود.

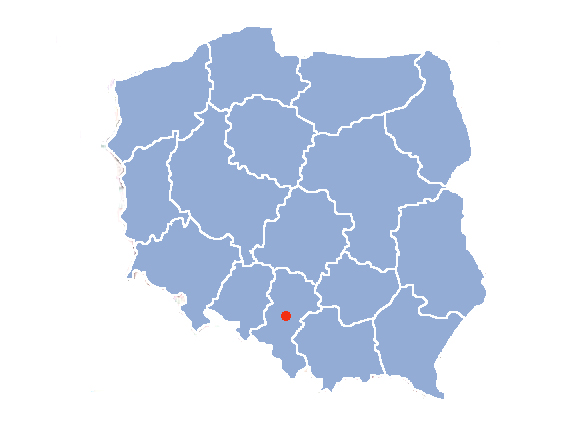
مکان شهر هورشاو در نقشه کشور لهستان با نقطه قرمز نشان داده شده‌است.